# Публий Корнелий Скапула
Публий Корнелий Скапула (на латински: Publius Cornelius Scapula) e римски политик. Произлиза от рода Корнелии, клон Скапула.
През 328 пр.н.е. е консул, заедно с Публий Плавций Прокул.